# Betty Blue – 37,2 Grad am Morgen
Betty Blue – 37,2 Grad am Morgen (Originaltitel: 37,2 °C le matin) ist ein französischer Spielfilm des Regisseurs Jean-Jacques Beineix von 1986. Nach dem gleichnamigen Roman von Philippe Djian gedreht, zeichnet er das Bild einer verstörenden Liebesbeziehung. Er wurde in den Kinos in einer deutlich gekürzten Fassung gezeigt. 1991 legte der Regisseur einen Directors Cut vor, der nun wieder 63 Minuten länger ist, 2003 komplett neu synchronisiert wurde (Deutsch, Italienisch, Spanisch, Ungarisch) und 2004 auf DVD erschien.

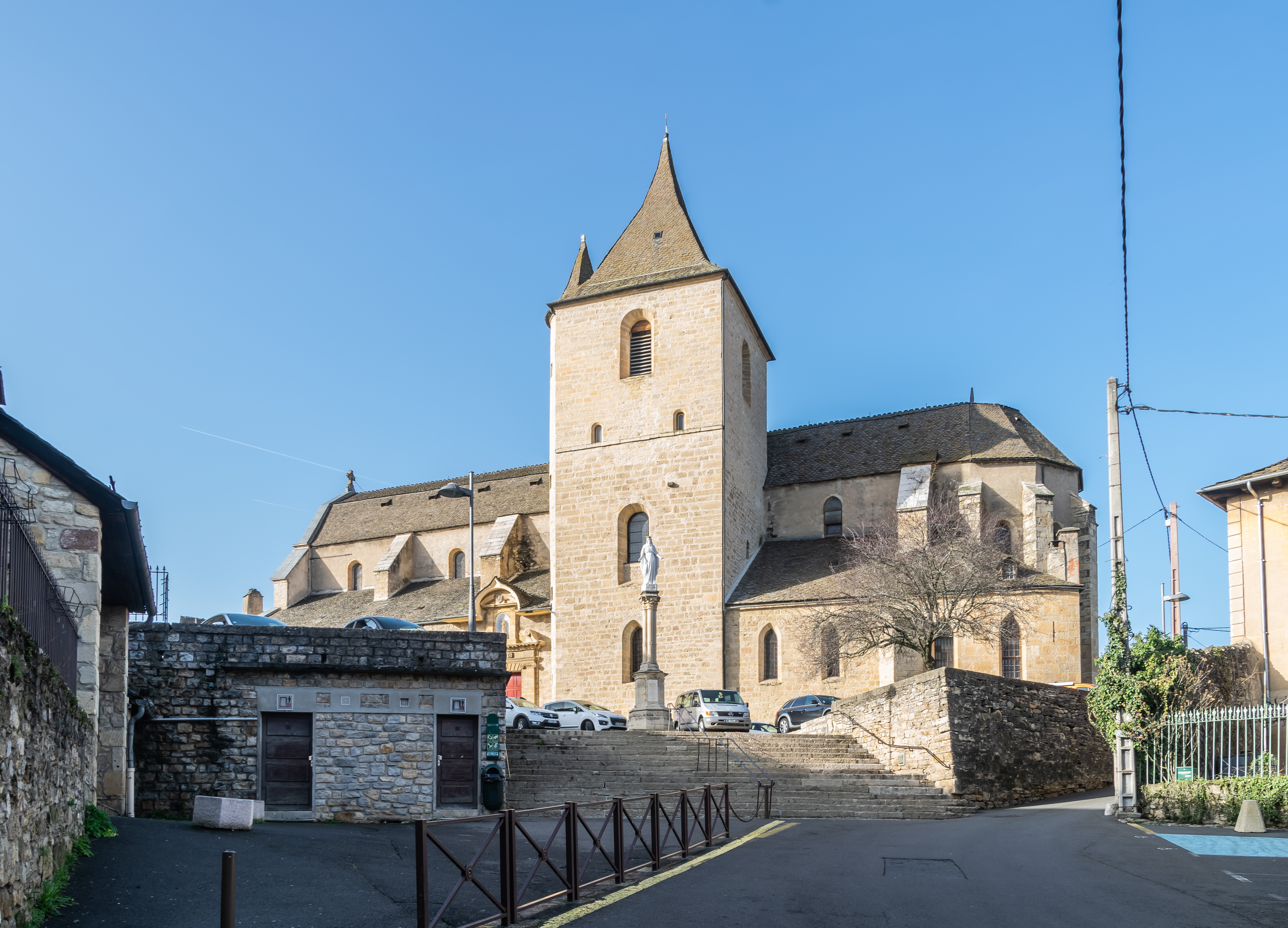
Drehort Notre-Dame de la Carce in Marvejols

## Handlung
Beineix' Film schildert die obsessive Liebe des jungen Paares Betty und Zorg. Der Film ist in mehrere „Kapitel“ unterteilt, in denen Zorg für sich und Betty einen Ort in Frankreich sucht, wo sie immer wieder versuchen, zu leben und zu arbeiten. Vom Hausmeister eines Feriendorfes in Gruissan-Plage über Arbeit in einer Pizzeria bis hin zum Geschäftsführer eines Klavierladens im ländlichen Marvejols reicht ihre Odyssee, während Zorg versucht, für sich und Betty ein Zuhause zu finden und wieder mit dem Schreiben zu beginnen. Es sind jedoch die letzten Monate von Betty, einer an einer Borderline-Persönlichkeitsstörung leidenden jungen Frau. Endlich kulminiert ihre Verstörung, als sie erfährt, dass sie wider Erwarten nicht schwanger ist. Nach einer Selbstverstümmelung in Form einer Autoenukleation wird Betty im Krankenhaus sediert und in einem komatösen Zustand ans Bett gefesselt. Da er durch die Aussagen des Arztes die Hoffnung auf Besserung und eine gemeinsame Zukunft verliert, erstickt Zorg Betty mit einem Kissen.
Die Handlung des Films wird aus Zorgs Sicht geschildert und häufig aus dem Off kommentiert. Verbunden durch Einsamkeit, ein trostloses Dasein und eine starke sexuelle Anziehung erschaffen sich Betty und Zorg eine Welt, in der nur sie beide Platz haben. Andere Figuren tauchen nur am Rande auf. Der Fokus liegt auf den beiden Hauptfiguren und ihrem Versuch, der eigenen Trostlosigkeit mit Hilfe des anderen zu entfliehen.
Der Titel spielt mit 37,2 Grad am Morgen auf erhöhte Körpertemperatur als mögliches Zeichen einer Schwangerschaft an.

## Synchronisation
Die deutschsprachige Originalversion entstand in den Studios der Berliner Synchron GmbH  Wenzel Lüdecke, Berlin unter der Synchronregie von Joachim Kunzendorf nach dem Dialogbuch, ebenfalls von Kunzendorf.
Für den Directors Cut wurde der Film komplett neu synchronisiert. Diese Fassung entstand in der Scalamedia GmbH, München unter der Regie von Peter Woratz nach dem Dialogbuch von Peter Woratz und Christoph Siegel. Alle Rollen wurden neu besetzt.
| Rollenname               | Schauspieler         | Deutsche Synchronstimme | Deutsche Synchronstimme |
| Rollenname               | Schauspieler         | Originalversion         | Directors Cut           |
| ------------------------ | -------------------- | ----------------------- | ----------------------- |
| Zorg                     | Jean-Hugues Anglade  | Benjamin Völz           | Philipp Moog            |
| Betty                    | Béatrice Dalle       | Simone Brahmann         | Andrea Wick             |
| Eddy                     | Gérard Darmon        | Volker Brandt           | Marcus Off              |
| Lisa                     | Consuelo De Haviland | Rebecca Völz            | Claudia Lössl           |
| Bob                      | Jacques Mathou       | —                       | Claus Brockmeyer        |
| Annie                    | Clémentine Célarié   | Rita Engelmann          | Carin C. Tietze         |
| Richard                  | Vincent Lindon       | Uwe Paulsen             | Ole Pfennig             |
| Eigentümer der Bungalows | Claude Confortès     | Peter Schiff            | —                       |
| Verleger / Gynäkologe    | Philippe Laudenbach  | Lothar Blumhagen        | —                       |
| Arzt                     | Claude Aufaure       | Wolfgang Ziffer         | —                       |
| Junger Polizist          | Jean-Pierre Bisson   | —                       | Ekkehardt Belle         |

## Kritiken
„Mit wenig inhaltlicher Substanz aufbereitetes Liebesdrama, teils heiter, teils finster-dramatisch und verspielt-erotisch in Szene gesetzt. […] oberflächlich und belanglos.“

Cinema nannte das Werk einen „sinnliche[n]“ und „fulminant erotische[n] Bilderrausch“ „einer obsessiven Liebe“ und ein „kunstvolles Drama“.

## Auszeichnungen
Bei der Verleihung der British Academy Film Awards, Golden Globe Awards und Oscars war Betty Blue jeweils als bester fremdsprachiger Film nominiert, während er in selbiger Kategorie den Preis der Boston Society of Film Critics erhielt.
Der Film war 1987 für neun Césars nominiert: Bester Film, Beste Regie, Bester Hauptdarsteller, Beste Hauptdarstellerin, Bester Nebendarsteller (Gérard Darmon), Beste Nebendarstellerin  (Clémentine Célarié), Beste Musik (Gabriel Yared), Bester Schnitt (Monique Prim) und er erhielt die Trophäe für das beste Filmposter.
Der Film gewann beim World Filmfestival von  Montréal 1986 den Grand Prix des Amériques.